# (8357) O'Connor
(8357) O'Connor est un astéroïde de la ceinture principale.

## Description
(8357) O'Connor est un astéroïde de la ceinture principale. Il fut découvert le 25 septembre 1989 à Harvard par l'observatoire Oak Ridge. Il présente une orbite caractérisée par un demi-grand axe de 2,27 UA, une excentricité de 0,17 et une inclinaison de 1,6° par rapport à l'écliptique.

## Compléments